# Sasiv, Zolociv
Sasiv (în ucraineană Сасів) este localitatea de reședință a comunei Sasiv din raionul Zolociv, regiunea Liov, Ucraina.

## Demografie
Componența lingvistică a localității Sasiv
     Ucraineană (99,61%)
     Alte limbi (0,39%)
Conform recensământului din 2001, majoritatea populației localității Sasiv era vorbitoare de ucraineană (99,61%), existând în minoritate și vorbitori de alte limbi.